# ویر (فیلم)
ویر (انگلیسی: Veer) فیلمی در ژانر تاریخی و اکشن به کارگردانی آنیل شارما محصول سال ۲۰۱۰ کشور هند است.

## بازیگران
- میتون چاکرابورتی
- جکی شروف
- سلمان خان
- سهیل خان
- Raj Khatri
- زرین خان
- آرین وحید